# The Scottsboro Boys
The Scottsboro Boys es un musical con guion de David Thompson,con música de John Kander.

## Sinopsis
Mientras ella está esperando un autobús, una mujer levanta una esquina de una caja de pastel que está sosteniendo. Como me trae recuerdos, la escena alrededor de sus escapadas se desvanece, y los juglares llegan ("Minstrel March"). El Interlocutor, el anfitrión de la demostración de trovador, introduce a los jugadores en el grupo, y luego comienza la historia de los Muchachos de Scottsboro ("Hey, Hey, Hey, Hey!").
En 1931, Haywood Patterson, uno de los nueve niños en una estación de tren, está dispuesto a ver el mundo ("Comenzando en Chattanooga"). Cuando el tren se detuvo, dos niñas saltan fuera de control. Para alejarse, acusan a los muchachos cerca de una violación ("Alabama Ladies"), y los chicos son enviados a la cárcel. Sin embargo, sin un buen abogado ("Nothin"), son declarados culpables y condenados a pena de muerte en la prisión de Kilby. Eugene, el más joven, tiene pesadillas ("Electric Chair"). En espera de ejecución, los chicos pensar en lo único que quieren la mayoría ("Go Back Home"). Al igual que las ejecuciones están a punto de comenzar, la sentencia es revocada. En el norte, el caso se ha convertido en una causa célebre, y el Tribunal Supremo ha dictaminado que los muchachos no tenían abogado eficaz. Mientras que los chicos no son libres, recibe otro ensayo ("Shout!").
Un año más tarde, todavía están en la cárcel. Haywood aprende a escribir, y comparte su historia corta con ("Make Friends With the Truth"). La próxima prueba se pone en marcha en la primavera de 1933. La indignación pública sobre el estudio ha crecido, sobre todo en el norte. Se les asigna un abogado de Nueva York, Samuel Leibowitz, para que los represente ante el tribunal ("That's Not The Way We Do Things"). Durante el juicio, Ruby Bates, una de las chicas, las sorpresas de la corte y admite que los chicos son inocentes ("Never Too Late"). Pero, en el interrogatorio, el fiscal del Distrito Sur afirma que el cambio de Ruby Bates de corazón fue comprada por la defensa ("Financial Advice").
A medida que pasa el tiempo, Leibowitz y el Norte continúan apelar el veredicto. En cada ensayo, los chicos son declarados culpables. Incluso la otra chica, Victoria Price, comienza a ceder ("Alabama Ladies (Reprise)"). En 1937, cuatro de los más pequeños niños son puestos en libertad, pero los otros cinco permanecen en prisión. Haywood se pregunta: "¿Habrá justicia?" Por último, Haywood es criado para la libertad condicional ante el gobernador de Alabama, pero se exige a declararse culpable ("Va a tomar tiempo").
Él dice la verdad que no cometas el crimen, pero es enviado de vuelta a la cárcel ("Zat So?/You Can't Do Me"). Haywood muere veintiún años más tarde en la cárcel. A medida que el show termina, el interlocutor llama a la final, pero los chicos se resisten ("The Scottsboro Boys").
Se apagan las luces de nuevo a la parada del autobús, al igual que el autobús llegue. La señora Rosa Parks, sube al autobús. El conductor le dice que se siente en la parte de atrás para dejar espacio a un hombre blanco que se sentara, pero ella se queda en la parte delantera.La escena se difumina y aparece de nuevo la parada de autobús, justo cuando este llega. La mujer, que es Rosa Parks, se sube al vehículo. El conductor le ordena sentarse atrás para dejar sitio libre a un hombre blanco, pero ella permanece en la parte delantera. Las acciones de Rosa desencadenan el boicot de los autobuses de Montgomery.

## Elenco original de Broadway
- Sharon Washington - The Lady (Rosa Parks)
- Colman Domingo - Mr. Bones, Sheriff Bones, Lawyer Bones, Guard Bones, Attorney General,Clerk
- Forrest McClendon - Mr. Tambo, Deputy Tambo, Lawyer Tambo, Guard Tambo, Samuel Leibowitz
- John Cullum - Interlocutor[1]
- James T. Lane - Ozie Powell/Ruby Bates
- Josh Breckenridge - Olen Montgomery
- Kendrick Jones - Willie Roberson
- Julius Thomas III - Roy Wright
- Christian Dante White - Charles Weems/Victoria Price
- Rodney Hicks - Clarence Norris
- Jeremy Gumbs - Eugene Williams
- Derrick Cobey - Andy Wright
- Joshua Henry - Haywood Patterson

## Número musical
- Minstrel March – Orchestra
- Hey, Hey, Hey, Hey! – Company
- Commencing in Chattanooga – Haywood y Scottsboro Boys
- Alabama Ladies – Victoria Price y Ruby Bates
- Nothin' – Haywood
- Electric Chair – Guards, Eugene, Electrofied Charlie, y Electrofied Issac
- Go Back Home – Haywood, Eugene, and Scottsboro Boys
- Shout! – Scottsboro Boys
- Make Friends with the Truth – Haywood, Billy, and Scottsboro Boys
- That's Not the Way We Do Things – Samuel Leibowitz
- Never Too Late – Ruby Bates and Scottsboro Boys
- Financial Advice – Attorney General
- Southern Days – Scottsboro Boys
- Alabama Ladies (Reprise) – Victoria Price
- It's Gonna Take Time – Interlocutor
- Zat So – Governor of Alabama, Samuel Leibowitz, and Haywood
- You Can't Do Me – Haywood
- The Scottsboro Boys – Scottsboro Boys

El espectáculo se efectúa sin un descanso.